# Храми
Хра́ми (Кци́а; устар. Храм, Кция, груз. ხრამი, азерб. Anaxatır) — река в восточной части Грузии и частично западной части Азербайджана, правый приток Куры.
Длина реки 201 км, площадь бассейна 8340 км², высота над уровнем моря истока — 2422 м, средний расход воды — 51,7 м³/с, максимальный расход воды — 1260 м³/с.
Основные притоки — Дебед (река), Кледеисицкали, Акалафисцкалли, Торне. На реке расположен Храмский каскад ГЭС, образующий Цалкское водохранилище и включающий в себя 2 гидроэлектростанции — Храми ГЭС-1 и Храми ГЭС-2.